# روسلان مینگازوف
روسلان مینگازوف (ترکمنی: Ruslan Mingazow؛ زادهٔ ۲۳ نوامبر ۱۹۹۱) بازیکن فوتبال اهل ترکمنستان است که در حال حاضر برای باشگاه اسلاویا پراگ و تیم ملی ترکمنستان در پست هافبک چپ و همچنین راست بازی می‌کند.
از دیگر باشگاه‌هایی که در آن‌ها بازی کرده‌است می‌توان به باشگاه فوتبال اسکونتو و باشگاه فوتبال باومیت یابلونتس اشاره کرد.